# Steven Rooks
Steven Rooks (Oterleek, 7 de agosto de 1960) es un exciclista profesional activo entre 1982 y 1995, en los que consiguió 37 victorias.
Buen escalador y corredor de carreras de un día, tuvo su gran año deportivo en 1988, en el que subió al podio del Tour de Francia como 2.º clasificado, además de lograr una etapa y ganar la clasificación de la montaña.
A finales de 1999, en el programa de televisión neerlandés Reporter, admitió junto a Maarten Ducrot y Peter Winnen haberse dopado durante su carrera. Rooks dijo haber usado testosterona y anfetaminas durante los 13 años que compitió como profesional.

## Palmarés
| 1983 - Lieja-Bastoña-Lieja 1985 - 1 etapa de la Dauphiné Libéré - 1 etapa de la Volta a Cataluña - 1 etapa de la Vuelta a Noruega 1986 - Amstel Gold Race - Tour de Luxemburgo - Vuelta a Andalucía, más 1 etapa - Gran Premio de Valonia 1987 - 1 etapa de la Vuelta a Suiza 1988 - Campeonato de Zúrich - 2.º en el Tour de Francia, más 1 etapa, clasificación de la montaña y clasificación de la combinada - Acht van Chaam | 1989 - 1 etapa del Tour de Francia, más clasificación de la combinada - 1 etapa de la Volta a Cataluña - Tour de Vaucluse 1990 - 2.º en el Campeonato de los Países Bajos en Ruta 1991 - Campeonato de los Países Bajos en Ruta - 2.º en el Campeonato Mundial en Ruta 1992 - 1 etapa de la Vuelta a Galicia 1993 - 2.º en el Campeonato de los Países Bajos en Ruta 1994 - Campeonato de los Países Bajos en Ruta |

## Resultados en Grandes Vueltas y Campeonatos del Mundo
| Carrera         | 1982 | 1983 | 1984 | 1985 | 1986 | 1987 | 1988 | 1989 | 1990 | 1991 | 1992 | 1993  | 1994 | 1995 |
| --------------- | ---- | ---- | ---- | ---- | ---- | ---- | ---- | ---- | ---- | ---- | ---- | ----- | ---- | ---- |
| Giro de Italia  | -    | -    | -    | -    | -    | -    | -    | -    | 75.º | -    | -    | -     | -    | -    |
| Tour de Francia | -    | Ab.  | -    | 25º  | 9º   | Ab.  | 2.º  | 7.º  | 33.º | 26.º | 17.º | F. c. | Ab.  | -    |
| Vuelta a España | -    | -    | -    | -    | -    | -    | -    | -    | -    | 9º   | 10º  | -     | -    | -    |
| Mundial en Ruta | -    | Ab.  | Ab.  | -    | 57.º | 6.º  | 70.º | 4.º  | Ab.  | 2.º  | 5.º  | 46.º  | Ab.  | -    |